# Brouwergracht 887-925

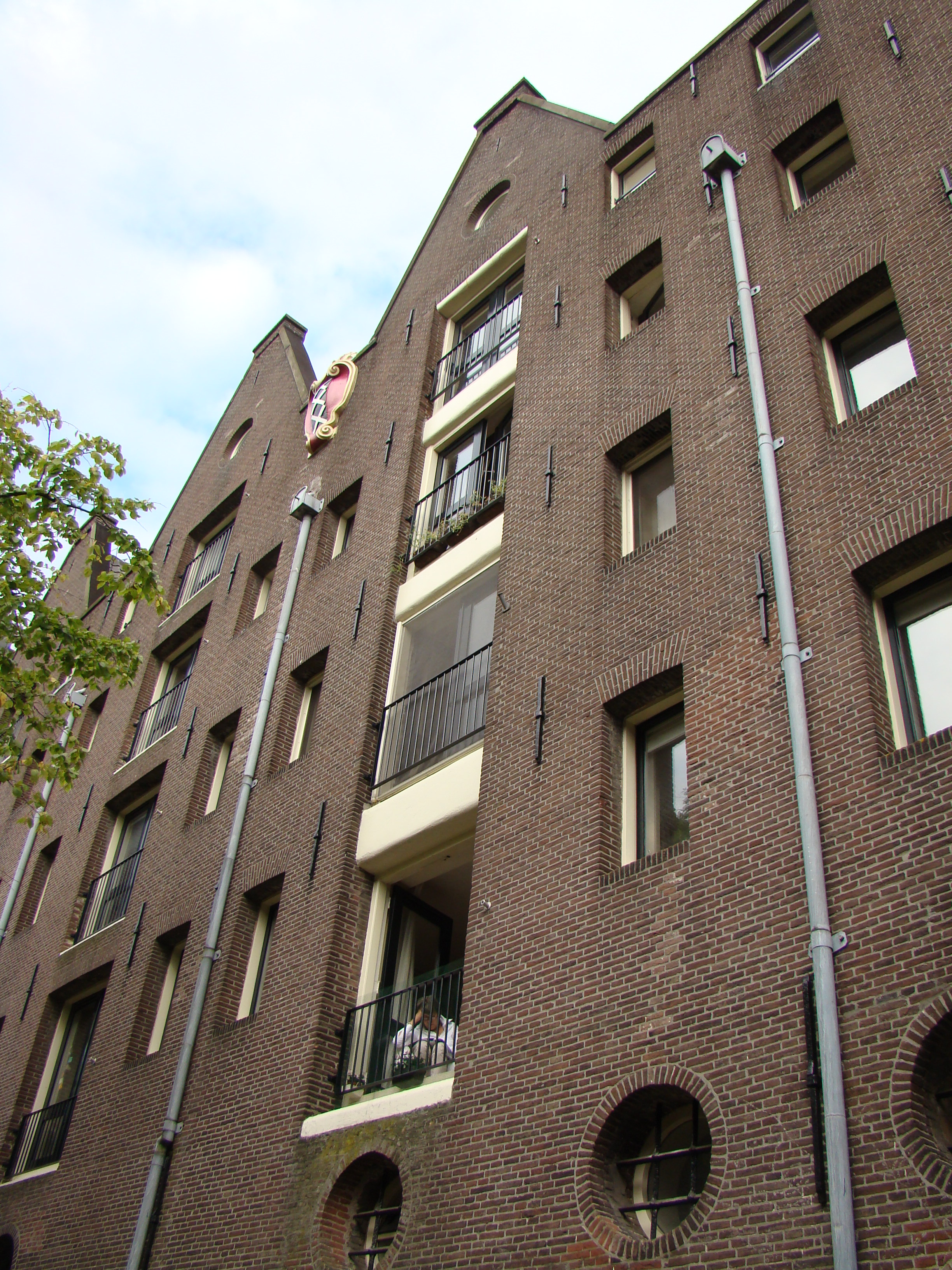
Middelste gebouwen met wapen (2011)

Brouwergracht 887-925 is een appartementencomplex in Amsterdam-Centrum. Het kreeg het adres Brouwersgracht, maar de langste gevel heeft het aan de Lijnbaansgracht. Het totale complex Brouwergracht 867-937 nam de plaats in van Lijnbaansgracht 1-7.
De Lijnbaansgracht 1-15 maakt deel uit van een driehoek bestaande uit het noordelijkste deel van Lijnbaansgracht, het westelijkste gedeelte van de Brouwersgracht en de toen nog niet gedempte Palmgracht. De Jordaan was allang grotendeels volgebouwd, terwijl dit terrein nog braak lag. Op de kaart van Balthasar Florisz. van Berckenrode uit 1625 is er nog geen bebouwing te zien. Op de kaart van Joan Blaeu uit 1649 is in die driehoek een tweetal gebouwen aan de Brouwersgracht te zien in een nog grotendeels open veld. De gebouwen waren pakhuizen, die gebouwd zijn voor opslag ten behoeve van de Amsterdamse Artillerie en de Amsterdamse graanvoorraad. Haaks op deze twee gebouwen kwam een tweetal andere pakhuizen aan de Lijnbaansgracht te staan, die dezelfde bestemming kregen. De gebouwen zagen er grotendeels hetzelfde uit, ze zullen alle rond 1650 gebouwd zijn. Op de plaats tussen die L-vormig gebouw en de noordelijk punt van de driehoek was nog een kleine ruimte voor wat andere gebouwen. Door de winkelhaakconstructie van de pakhuizen ontstond er op de punt een vierkant.
De gebouwen aan de Lijnbaansgracht kregen toen (inclusief de kleine gebouwtjes) de nummers 1 tot en met 7 (alle nummers). Lijnbaansgracht 8 ligt aan de overzijde van de Driehoekstraat die hier de Lijnbaansgracht kruist. In 1778 moesten de pakhuizen grondig gerenoveerd worden. De pakhuizen aan de Brouwersgracht werden pas later voorzien van een nieuwe gevel, hetgeen er op neerkwam dat de gevels die gebarsten en gescheurd waren en/of uit het lood stonden, exclusief die op de begane grond vernieuwd werden. De gebouwen kregen een nieuw uiterlijk met vier puntgevels dan wel tuitgevels. Een van de gebouwen (nr. 6) verdween in de loop der jaren. In 1927, aangegeven door een gevelsteen voor de leg van de eerste steen op 13 juni 1927, werd de noordelijke punt opnieuw bebouwd, door een gebouw dat de grootte had van de pakhuizen. Ook gebouw nummer 6 werd weer herbouwd, maar is hoger dan de omliggende gebouwen. In de laatste helft van de 20e eeuw moest er wederom gerenoveerd worden. Er werd toen besloten alle pakhuizen alhier om te bouwen tot woonappartementen. De ingang van het wooncomplex kwam aan de Brouwersgracht te liggen in het gebouw De Driehoeck dat in 1927 neergezet was. Door deze actie kreeg een groot deel van het complex een nieuw adres aan de Brouwersgracht toebedeeld. Het gebouw met nummer 7 werd ingedeeld bij Driehoekstraat 50. Amsterdam kent sindsdien geen huisnummers lager dan 8 aan de Lijnbaansgracht.
Die punt/tuitgevels en de oude bestemmingen waren de reden om de gebouwen in 1976 als rijksmonument te bestempelen met de volgende adressering:
- Brouwersgracht 867-885 (Lijnbaansgracht 1, geen monument)
- Rijksmonument Informatie over rijksmonumentnummer 3625: Brouwersgracht 887-895 (Lijnbaansgracht 2)
- Rijksmonument Informatie over rijksmonumentnummer 3626: Brouwersgracht 897-905 (Lijnbaansgracht 3)
- Rijksmonument Informatie over rijksmonumentnummer 3627: Brouwersgracht 907-915 (Lijnbaansgracht 4)
- Rijksmonument Informatie over rijksmonumentnummer 3628: Brouwersgracht 917-925 (Lijnbaansgracht 5)
- Brouwersgracht 927-937 (Lijnbaansgracht 6, geen monument)
- Rijksmonument Informatie over rijksmonumentnummer 3629: Driehoekstraat 50-84 (Lijnbaansgracht 7)

Tussen de gevels van rijksmonument 3626 en 3627 is het wapen van Amsterdam te zien.